# Xã Bethel, Michigan
Xã Bethel (tiếng Anh: Bethel Township) là một xã thuộc quận Branch, tiểu bang Michigan, Hoa Kỳ. Năm 2010, dân số của xã này là 1.434 người.